# Рибітви (Лодзинське воєводство)
Рибітви (пол. Rybitwy) — село в Польщі, у гміні Вітоня Ленчицького повіту Лодзинського воєводства.
Населення — 146 осіб (2011).
У 1975—1998 роках село належало до Плоцького воєводства.

## Демографія
Демографічна структура станом на 31 березня 2011 року:
|          | Загалом | Допрацездатний вік | Працездатний вік | Постпрацездатний вік |
| -------- | ------- | ------------------ | ---------------- | -------------------- |
| Чоловіки | 76      | 18                 | 49               | 9                    |
| Жінки    | 70      | 16                 | 33               | 21                   |
| Разом    | 146     | 34                 | 82               | 30                   |